# غادفة مصرية
غادفة مصرية (الاسم العلمي: Diaptomus aegyptiacus) هي نوع من القشريات تتبع جنس الغادفة من فصيلة الغادفات.